# So kämpfet nur, ihr muntern Töne, BWV Anh. 10
So kämpfet nur, ihr muntern Töne, BWV Anh. 10 (Així es lluita, sons vibrants) és una cantata perduda de Bach, estrenada a Leipzig el 25 d'agost de 1731, per al 60è aniversari del comte Joachim Friedrich von Flemming, general de cavalleria de la guarnició de Leipzig; el llibret és de Picander, text que suggereix que el cor inicial fou parodiat en la sisena cantata de l'Oratori de Nadal, BWV 246. Altres cantates dedicades al compte Fleming són la BWV 210a i la BWV 249b.